# Ereprijszandbij
De ereprijszandbij (Andrena labiata) is een vliesvleugelig insect uit de familie Andrenidae. De wetenschappelijke naam van de soort is voor het eerst geldig gepubliceerd in 1781 door Fabricius.